# Hickory, Mississippi
Hickory là một thành phố thuộc quận Newton, tiểu bang Mississippi, Hoa Kỳ. Năm 2010, dân số của thành phố này là 530 người.

## Dân số
- Dân số năm 2000: 499 người.
- Dân số năm 2010: 530 người.